# Islote Canard
Islote Canard o bien Isla de Canards (en francés:  Îlot Canard; Île aux Canards, que quiere decir Isla de Patos) es el nombre que recibe un islote que se encuentra cerca de la bahía de Anse Vata, en la ciudad de Noumea en la colectividad especial de Nueva Caledonia, una posesión de Francia en el océano Pacífico.
Anteriormente, la bahía de Anse Vata se llamaba "Bahía de los Patos" (Baie des Canards), dando su nombre a la isla justo en frente.
El Islote Canard es parte de una de las atracciones turísticas más populares de Noumea. Los visitantes vienen anualmente a la isla. El transporte es proporcionado por los barcos-taxi que llevan a los turistas a bordo de embarcaciones pequeñas que salen de la playa de Anse Vata.